# جون هاردمان والكر
جون هاردمان والكر (بالإنجليزية: John Hardeman Walker) هو محامي وقاضي أمريكي، ولد في 3 مارس 1794، وتوفي في 30 أبريل 1860.